# Max Mayer (Ingenieur)
Max Mayer (* 16. September 1886 in Salzburg; † 29. Juli 1967 in Starnberg) war ein deutscher Bauingenieur.

## Biografie
Mayer wurde 1913 an der TH München promoviert (Wirtschaftlichkeit als Konstruktionsprinzip im Eisenbetonbau). Das Ungewöhnliche an seiner akademischen Laufbahn war der Start an einer Technikerschule (Polytechnikum). Sein akademischer Titel war deshalb sehr ungewöhnlich. Prof. Dr. Ing. grad. Er war 1926 bis 1930 Professor an der staatlichen Bauhochschule in Weimar. Wegen Problemen mit den Nazis ging er 1930 für fünf Jahre nach Moskau, die Sowjets hatten ihn engagiert die Bauvorschriften zu überarbeiten. Er verließ die Sowjetunion vor dem Stalin-Terror gegen Ausländer. Nach kurzer Station in Icking, kaufte er ein Anwesen in Pöcking am Starnberger See (bekannt durch Sissi, Otto von Habsburg und Oskar von Miller) südlich von München. Er konnte erst nach dem Beitritt in eine Nazi-Organisation (er wählte die Radfahrer) als Gutachter in München arbeiten. Nach dem Krieg arbeitete er als Gutachter weiter und veröffentlichte mit Unterstützung von Mitarbeitern einige Lehrbücher. Er starb 1967 In Starnberg, seine Frau, Annemarie Grafe, starb (1960) einige Jahre vorher. Er ließ sich auf dem großen Grundstück ein kleines Holzhaus errichten und lebte dort bis zu seinem Tod.
Mit seinem Buch Die Sicherheit der Bauwerke von 1926 war er ein Pionier der Bemessung nach dem Traglastverfahren und der Einführung von Sicherheitsfaktoren. In der Sammlung Göschen veröffentlichte er ein Buch über Nomographie für Bauingenieure, Bücher zur Einführung in die Baustatik und über Baubetriebswesen.

## Schriften
- Die Anregungen Taylors für den Baubetrieb, Springer 1915
- Die Sicherheit der Bauwerke und ihre Berechnung nach Grenzkräften anstatt nach zulässigen Spannungen, Springer, Berlin 1926 (66 Seiten)
- Betriebswissenschaft : Ein Überblick über das lebendige Schaffen des Bauingenieurs, Springer Verlag, Handbibliothek für Bauingenieure 5, Berlin 1926
- Nomographie des Bauingenieurs, Sammlung Göschen 1927
- Neue Statik der Tragwerke aus biegesteifen Stäben, Bauwelt-Verlag, Berlin 1937, 2. Auflage 1942
- Betriebswissenschaft des Ingenieurbaus, De Gruyter, Berlin 1936
- Die Abmessungen der tragenden Bauteile : Richtwerte für den Baumeister, besonders für den entwerfenden Architekten zur schätzungsweisen Bemessung der Bauteile, Bauwelt-Verlag, Berlin 1944
- Lebendige Baustatik, Band 1: Die statische Berechnung, Bauwelt-Verlag, Berlin 1953
- Statische Berechnung, 2 Bände, 1953, 4. Auflage, Ullstein 1965, 1966 (mit Ernst Zellerer, auch ins Spanische übersetzt)